# Усть-Уйське
Усть-У́йське (рос. Усть-Уйское) — село у складі Цілинного округу Курганської області, Росія.
У період 1923-1953 років село було центром Усть-Уйського району.
Населення — 819 осіб (2010, 996 у 2002).
Національний склад станом на 2002 рік:
- росіяни — 92 %